# Heinrich Mau

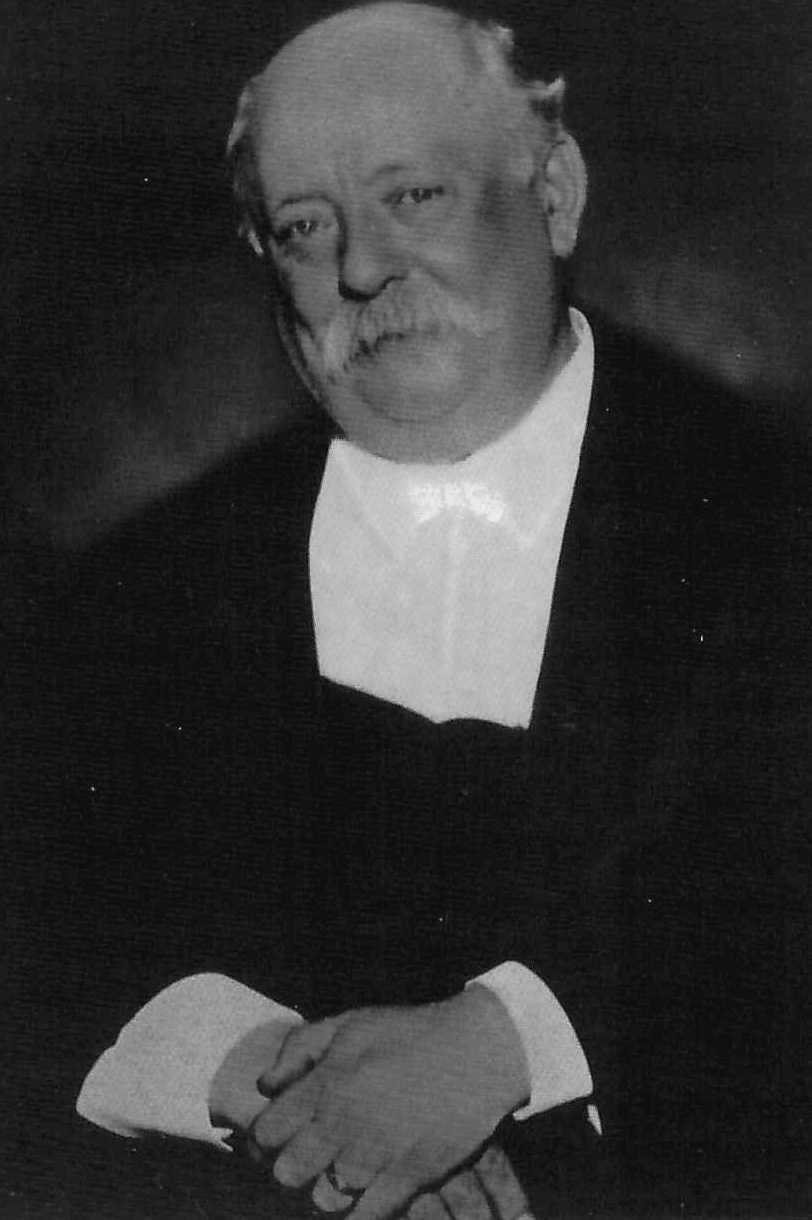
Heinrich Mau (1843–1906), Fotografie um 1895

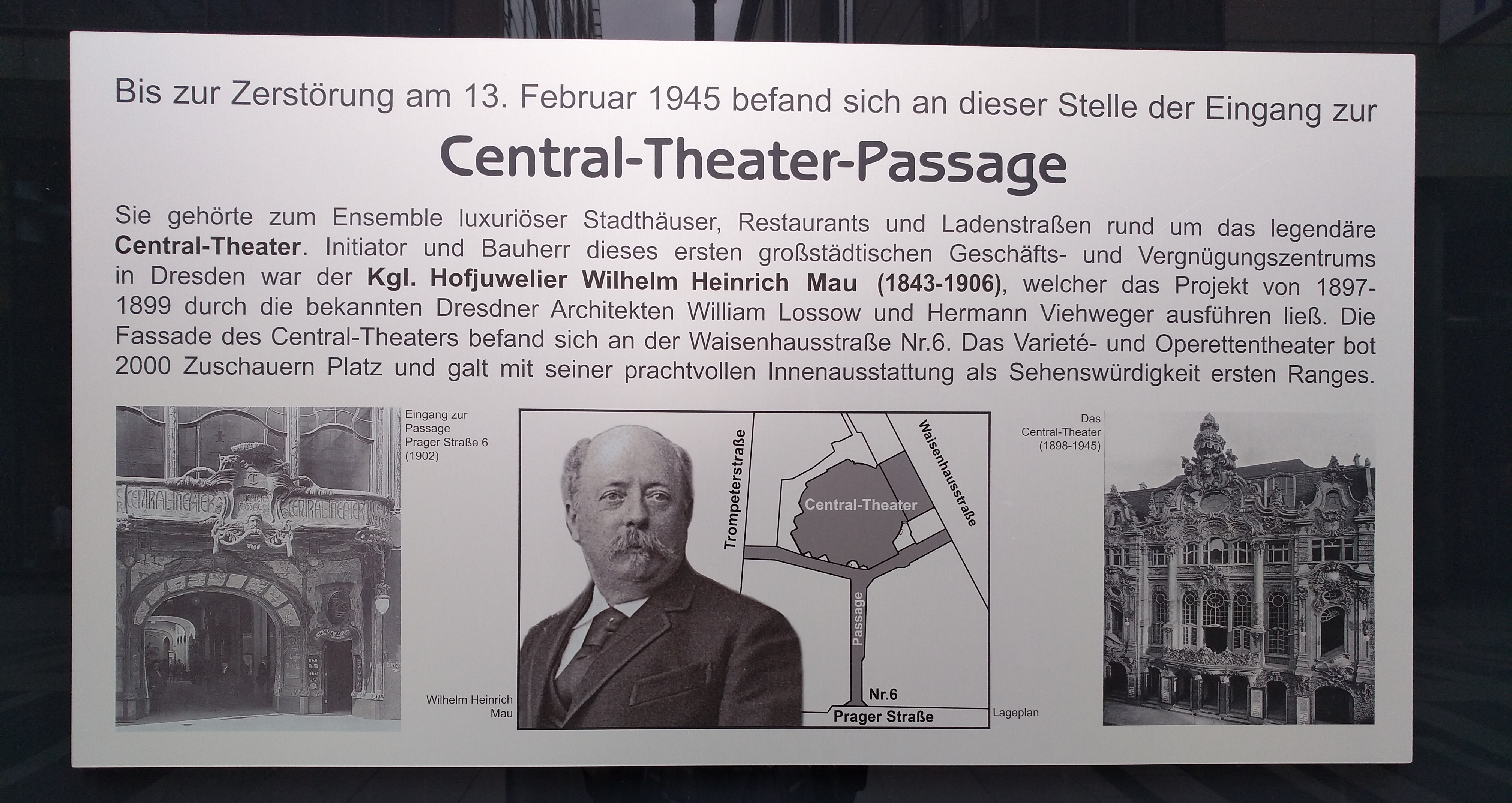
Gedenktafel Central-Theater und Heinrich Mau, Dresden, Prager Str. 7

Jakob Wilhelm Heinrich Mau (* 18. Februar 1843 in Dresden; † 22. August 1906 ebenda) war ein deutscher Juwelier, königlich-sächsischer Hoflieferant und ein Dresdner Theaterunternehmer.

## Leben
Die Familie Heinrich Maus stammte aus Dörnigheim im Maintal und eröffnete 1831 ihr Juweliergeschäft in Dresden (Moritzstraße). Dort wurde Heinrich Mau 1843 geboren. Wie berichtet wird, hatte er zwar keinen Sinn für die Schule, auch die Erziehung in einem Heim der Herrnhuter Brüdergemeine brachte keinen Erfolg. Gleichwohl waren seine Begabungen Phantasie, ein ausgeprägter Geschäftssinn und ein Gespür für die Zeichen der Zeit und die Bedürfnisse der Kundschaft. Sein Handwerk als Juwelier erlernte er im elterlichen Geschäft und begann, eigene Schmuckstücke in hoher handwerklicher und künstlerischer Qualität zu entwickeln.
Nach dem frühen Tod beider Elternteile (1859 und 1863) übernahm er mit 20 Jahren deren Firma und baute diese vor allem nach 1871 zu einem deutschlandweit agierenden Unternehmen zur Herstellung feinster Silberwaren und Schmuckkreationen aus. Die Inspirationen für die immer neuen Kreationen für das Bürgertum, wie auch für die deutschen Fürsten- und Königshäuser erhielt Heinrich Mau in Wien, Paris, Berlin und London. Die Mitarbeiter seiner prosperierenden Firma arbeiteten oftmals bis zur Erschöpfung, um die Lieferanfragen zu erfüllen: Mau wollte damit auch den konkurrierenden Hofjuwelier Elimeyer übertreffen.
Von seinen Reisen mit vielen Erfahrungen ausgestattet, erkannte er, dass die Prager Straße eine der ersten Geschäftsadressen Dresdens werden würde. So erwarb er 1888 das Victoria-Hotel und ließ es 1891/92 durch das Viktoria-Haus, ein Wohn- und Geschäftsgebäude (Architekten William Lossow und Hermann Viehweger), ersetzen. Es wurde eine der ersten Adressen der Residenzstadt. Im vierten Stock waren die Atelier- und Werkstatträume eingerichtet, im dritten Stock nahm Heinrich Mau mit seiner Familie seine Wohnung.
Entsprechend dem Zeitgeist gelang es Heinrich Mau in diesen Jahren, mehrere begehrte Titel zu erhalten. So wurde er aufgrund seiner Arbeiten für deutsche Fürstenhäuser 1882 Herzoglich-Sachsen-Altenburgischer Hoflieferant, 1891 Großherzoglich-Mecklenburgisch-Schwerin'scher Hoflieferant, und schließlich 1894 (neben Moritz Elimeyer) Königlich-sächsischer Hofjuwelier. Daneben trug er den Titel eines k.k. Kammerjuweliers.
Anfang der 1890er Jahre nahm ein Projekt Gestalt an, das seinen Lebenstraum – ein eigenes Unterhaltungstheater – umsetzen sollte: 1896 kaufte Mau Grundstücke an der Waisenhausstraße und der Prager Straße und begann mit Lossow und Viehweger die Planungen für ein luxuriöses Gesamtensemble aus Einkaufsmeile, Geschäftsräumen, gediegener Gastronomie und einem Operettentheater mit 2000 Plätzen. Die Konzession dafür wurde allerdings von den Behörden vorerst verweigert, da man das Residenz-Theater und das Nesmüllersche Sommertheater als ausreichend betrachtete. Das Theater wurde nunmehr als Varieté mit Theaterbetrieb konzipiert. Die Planungen dafür begannen 1897.
Das Millionenprojekt brachte Mau an die Grenzen seiner physischen und finanziellen Leistungsfähigkeit, die er jedoch mit Hilfe von Geschäftsfreunden und großzügiger Kreditierung durch das Bankhaus Gebrüder Arnhold überwinden konnte. 1898 war ein Nervenzusammenbruch die Folge, dem sich ein längerer Aufenthalt in Reginald H. Piersons Heilanstalt „Lindenhof“ in Coswig und ein Familienaufenthalt in der Schweiz anschlossen.
Zentrales Objekt war das Central-Theater, das etwa 7,5 Millionen Mark kostete und zu dessen Eröffnung am 21. November 1898 er nach einer brillanten Eröffnungsshow anschließend vom anwesenden Publikum mit Ovationen gefeiert wurde.
Das Projekt ging am 28. August 1899 an die neugegründete AG für Bauten über, Geschäftsführer wurde der Prokurist von Heinrich Mau, Karl Denzel. Den Vorsitz im Aufsichtsrat übernahm Heinrich Mau. Von dort aus nahm er auch künstlerisch Einfluss auf das Programm, brachte seine internationalen Erfahrungen und zugunsten des Theaters auch viele persönliche Wünsche und Ideen ein, die das Central-Theater zu einer „Sehenswürdigkeit ersten Ranges“ machte.
Diabetes war die Ursache seines frühen Todes im 64. Lebensjahr.

## Persönlichkeit
Heinrich Mau war mit Laura Rosalie Mau verheiratet. Der gemeinsame Sohn, Johannes Heinrich Mau, führte das Juweliergeschäft als Johannes H. Mau, Gold- und Silberwaren weiter.
Heinrich Mau war zeit seines Lebens volkstümlich und bescheiden. Am Grab wurde er als „Wohltäter und hervorragender Mitbürger“ und „schlichter und liebenswürdiger Mann von künstlerischem Geiste“ gewürdigt. Der Wunsch, dass sein Name „für immer mit der Baugeschichte Dresdens verknüpft“ bleiben werde, erfüllte sich nicht: Seine Bauten wurden bei den Luftangriffen auf Dresden 1945 zerstört, sein Name ist heute nahezu vergessen.
Erst im Juni 2017 wurde eine Gedenktafel für das Central-Theater, seine luxuriösen Passagen und im Gedenken an den Erbauer Heinrich Mau etwa am Standort des früheren Eingangs von der Prager Str. 7 aus (heute in etwa Eingang zum P&C-Warenhaus) eingeweiht.